# Partido Nacional (Ilhas Salomão)
O Partido Nacional é um partido político das Ilhas Salomão. Nas eleições legislativas em 5 de abril de 2006, o partido ganhou 6,9% dos votos e obteve quatro dos cinquenta assentos parlamentares.